# Liste der Monuments historiques in Champagné-Saint-Hilaire
Die Liste der Monuments historiques in Champagné-Saint-Hilaire führt die Monuments historiques in der französischen Gemeinde Champagné-Saint-Hilaire auf.

## Liste der Bauwerke
| Bezeichnung                        | Beschreibung                      | Standort | Kennzeichnung | Schutzstatus | Datum | Bild           |
| ---------------------------------- | --------------------------------- | -------- | ------------- | ------------ | ----- | -------------- |
| Abtei Moreaux                      | Westfassade der ehemaligen Kirche | (Lage)   | PA00105377    | Inscrit      | 1930  |                |
| Kirche Saint-Gervais-Saint-Protais | Erbaut im 12. Jahrhundert         | (Lage)   | PA00105378    | Inscrit      | 1925  | weitere Bilder |

## Liste der Objekte

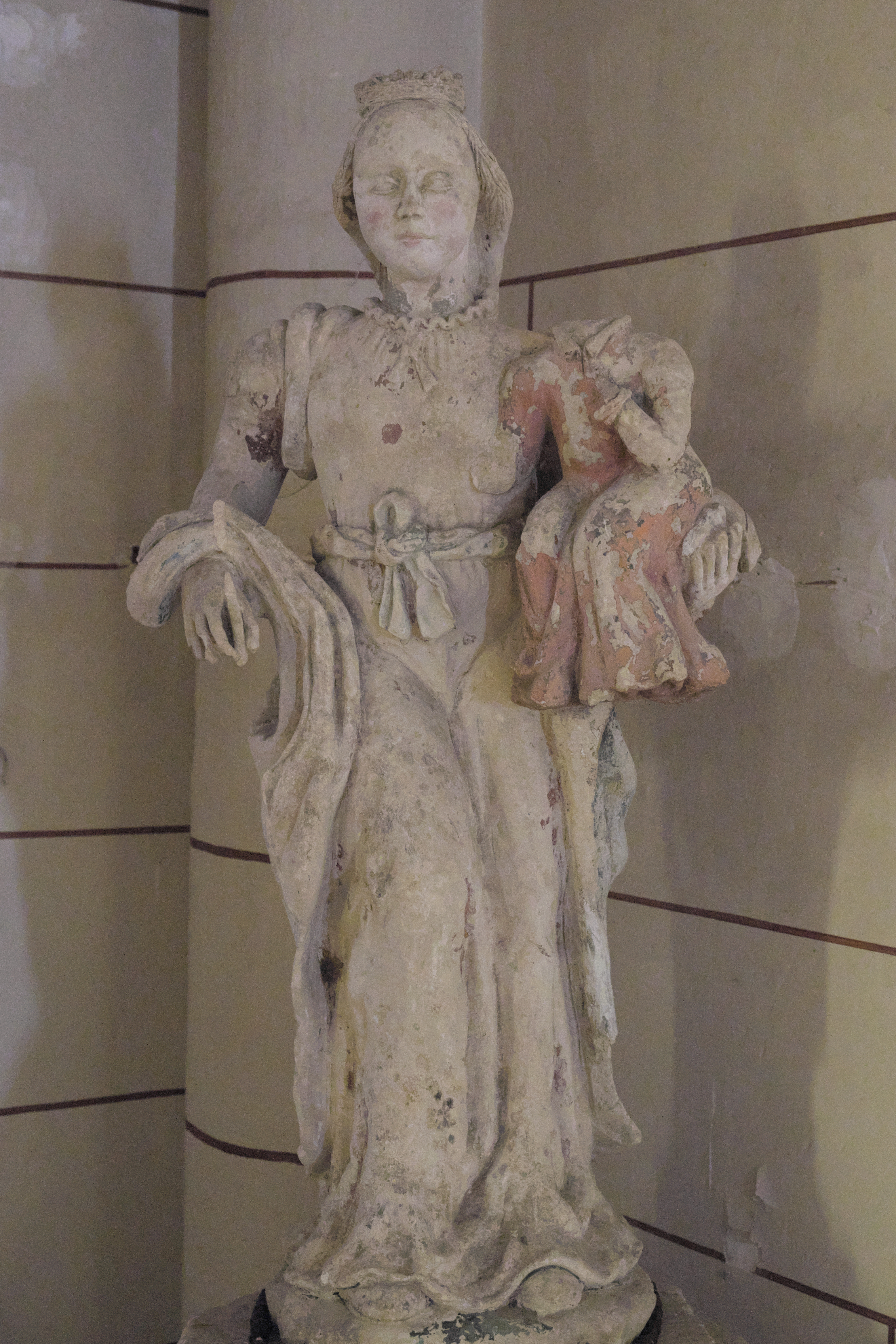
Skulptur Madonna mit Kind (16. Jahrhundert) in der Kirche St-Gervais-St-Protais

- Monuments historiques (Objekte) in Champagné-Saint-Hilaire in der Base Palissy des französischen Kultusministeriums